# Saint-Bauzille-de-la-Sylve
Saint-Bauzille-de-la-Sylve – miejscowość i gmina we Francji, w regionie Oksytania, w departamencie Hérault.
Według danych na rok 1990 gminę zamieszkiwały 602 osoby, a gęstość zaludnienia wynosiła 70 osób/km² (wśród 1545 gmin Langwedocji-Roussillon Saint-Bauzille-de-la-Sylve plasuje się na 469. miejscu pod względem liczby ludności, natomiast pod względem powierzchni na miejscu 825.).